# 経営情報学部
経営情報学部（けいえいじょうほうがくぶ）は、経営情報学を中心に経営学と情報学の分野を学際的に学び研究する大学の学部である。

## 概要
日本ではIT化が声高に叫ばれた1990年代後半以降、企業経営においてもコンピュータの導入が図られ、情報化が進展した。このような状況の中、企業経営にどのように情報機器を導入し効率的に運用していくかといった知識を有する人材が求められ、経営情報学部が設置されるようになった。なお、大学によって、経営学に重点を置くものと情報学に重点を置くものとがある。
大学によって英語での呼称は様々である。例えば、日本の公立大学で初めて設置された静岡県立大学経営情報学部は「School of Administration and Informatics」と名乗っていたが、のちに「School of Management and Information」と表記するようになった。なお、経営情報学会の英語名称は「Japan Society for Management Information」である。

## 歴史
日本の経営情報学部については、産業能率大学が1979年（昭和54年）に開学した際、経営学科、情報学科の2学科を有す「経営情報学部」を設置したのが始まりといわれている（現在は設置していない）。その後、摂南大学（大阪府）と名古屋商科大学（愛知県）が、1980年台初めに経営情報学科を設置し現在まで運営している。
公立大学では、静岡県立大学が1987年（昭和62年）に開学した際、経営情報学科のみを有す経営情報学部を設置したのが初めてであり、その後しばらくは公立大学唯一の例となった。
その後、他の大学でも少しずつ設置が増えていった。特に、1990年代から2000年代にかけては、経営情報学部に限らず、「経済情報学部」、「情報学部」、「環境情報学部」など、「情報」を冠する学際的な学部の設置が増加している。
また、類似するものとして、専修大学が1972年（昭和47年）4月、南山大学が1986年（昭和61年）4月、朝日大学が1991年（平成3年）4月に、経営学部内に情報管理学科という学科を設置した。ただし、2013年現在、専修大学は2001年にネットワーク情報学部、南山大学は2000年に数理情報学部、のち情報理工学部へ、朝日大学は2012年に（経営学部）経営情報学科へと改組され、学生募集停止となった。
ちなみに情報管理学科という学科に着目すると、滋賀大学が1990年（平成2年）に経済学部の管理科学科を情報管理学科に改組している。香川大学も1991年（平成3年）に経済学部の管理科学科を情報管理学科に改組したが1997年に募集停止となった。

## 進路
デジタル・トランスフォーメーショが注目される現代、経営学と情報を専攻した学生の就職先は幅広いものとなっている。下記に代表的な事例を記載する。

### 資格試験
- 経営学は公認会計士・監査審査会が行う国家試験である公認会計士試験の受験科目である。経営と情報の融合としてテレワークなどを含め、経営環境は変化し続けている。変化に対応できる企業の経理・財務分野の専門家が求められている。そのため、将来の進路としては公認会計士や税理士の資格取得を目指すことが多い。

### 公務員採用試験
- 国税専門官採用試験では新試験区分（理工・デジタル系）の創設がされた。経済社会のICT化が進む中、国税庁においても、税務行政のデジタル・トランスフォーメーションの取組が進められ、経営学と情報の学際分野の専門家への需要が高まっている。税務大学校での研修を経て国税専門官となる。国税専門官は勤務年数等の条件を充足すると税理士資格が付与される。

## 経営情報学部を持つ大学の一覧
年号は開設年を示す。

### 日本

#### 公立大学
- 静岡県立大学 1987

#### 私立大学
- 産業能率大学1979[2]
- 摂南大学 1982[6]
- 名古屋商科大学 1984
- 中部大学 1984
- 上武大学 1986
- 甲子園大学 1986[7]
- 東京情報大学 1988[8]
- 大阪国際大学 1988
- 北海道情報大学 1989
- 多摩大学 1989
- 城西国際大学 1992
- 四国大学 1992
- 山梨学院大学 1994
- 新潟経営大学 1994
- 金沢学院大学 1995
- 阪南大学 1996
- 大阪経済大学 1997
- 帝塚山大学 1998
- 九州情報大学 1998
- 成美大学 2000
- 太成学院大学 2003[9]
- 筑波学院大学 2010[10]
- 新潟国際情報大学 2018
- 福井工業大学 2023

### 日本国外

#### 国立大学
- ブルネイ工科大学（ ブルネイ） 2008

## 経営情報学科を持つ日本の短期大学一覧

### 公立短期大学
- 岩手県立大学宮古短期大学部 1990

### 私立短期大学
- 富山短期大学 - 経営情報学科 1999（元は1982年4月開設の商経学科）
- 東海大学短期大学部 - 経営情報学科 1982（元は1952年4月開設の商科（第二部））
- 香川短期大学 - 経営情報科 1987
- 京都経済短期大学 - 経営情報科 1993